# South Water Cut
South Water Cut är en atoll i Belize.   Den ligger i distriktet Belize, i den sydöstra delen av landet, 90 km sydost om huvudstaden Belmopan.